# Mistelbachové
Mistelbachové byli starý šlechtický rod ve Frankách.

## Dějiny

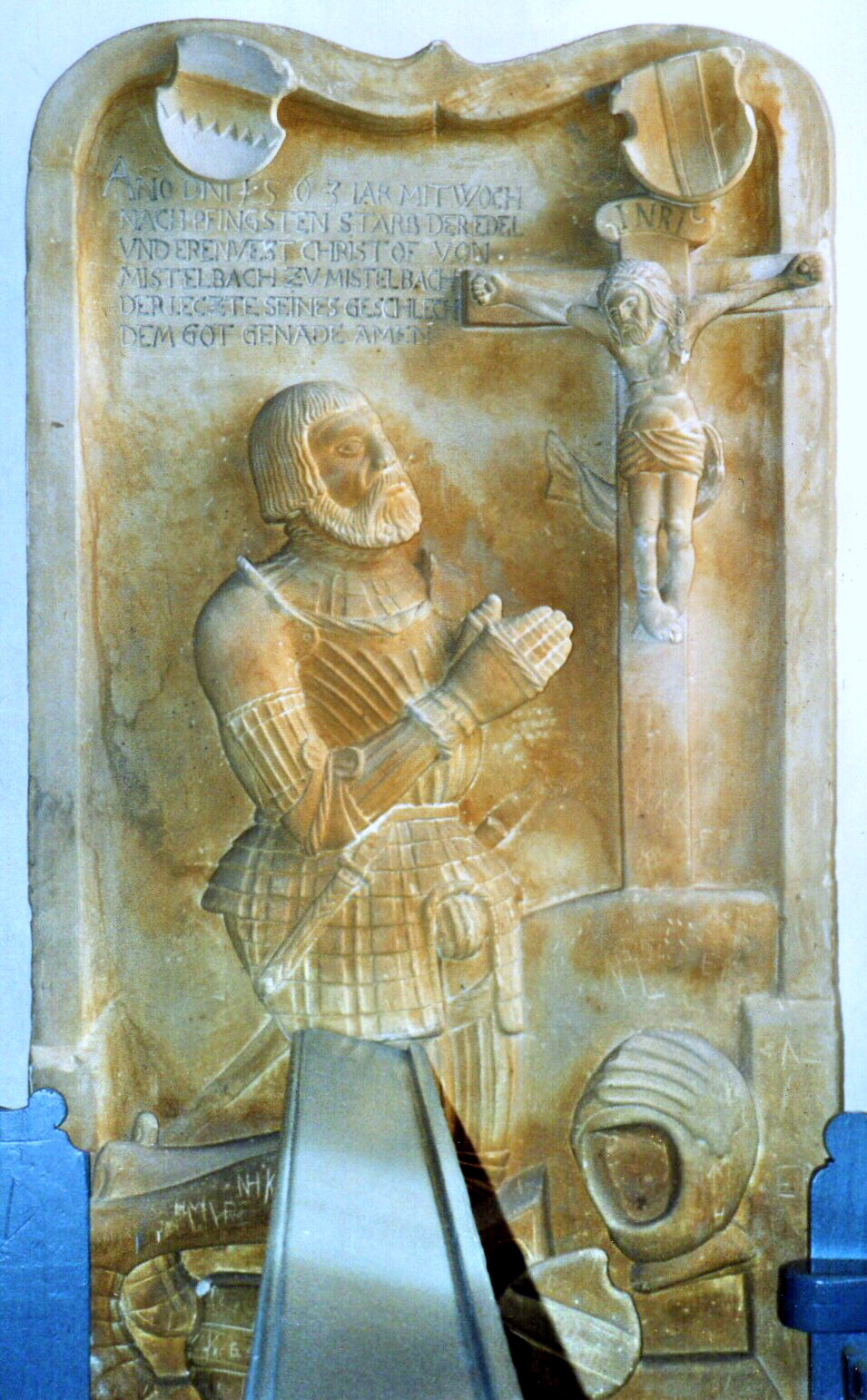
Epitaf Kryštofa z Mistelbachu, posledního rytíře rodu († 1563) v kostele svatého Bartoloměje.

Rod Mistelbachů byl znám v období let 1321-1563 jako šlechtický rod s rozsáhlými majetky v okolí Mistelbachu.
Rod vyhasl v mužské linii v roce 1563. V kostele v Mistelbachu se nachází náhrobek posledního člena rodu v rytířské zbroji, an kleče před křížem zvedá ruce v modlitbě.
Rod Mistelbachů se řadil k říšskému rytířstvu a byli spřízněni mimo jiné s rodem Sparnecků.
Dosud nebylo zcela vyjasněno, zda členem tohoto rodu byl také bamberský biskup Otto z Mistelbachu (sv. Ota Bamberský, 1060 nebo 1061 - 30. června 1139).

## Rodový erb
Erb je zlatý, hluboce členitý pruh na červeném pozadí. Znak města Mistelbachu připomíná šlechtický rod.

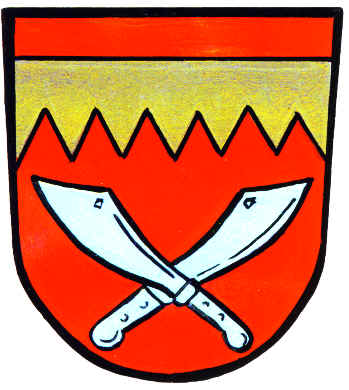
Městský znak Mistelbachu

## Význační členové rodu
- Sv. Otto z Mistelbachu (1060/1061-1139), bamberský biskup a misionář, obrátil na křesťanství pomořanské Slovany
- Šebestián z Mistelbachu († 1519), německý rytíř, majitel panství a soudní úředník z volebního Saska
- Kryštof z Mistelbachu († 1563), německý rytíř, poslední mužský potomek rodu